# اورلوفکا

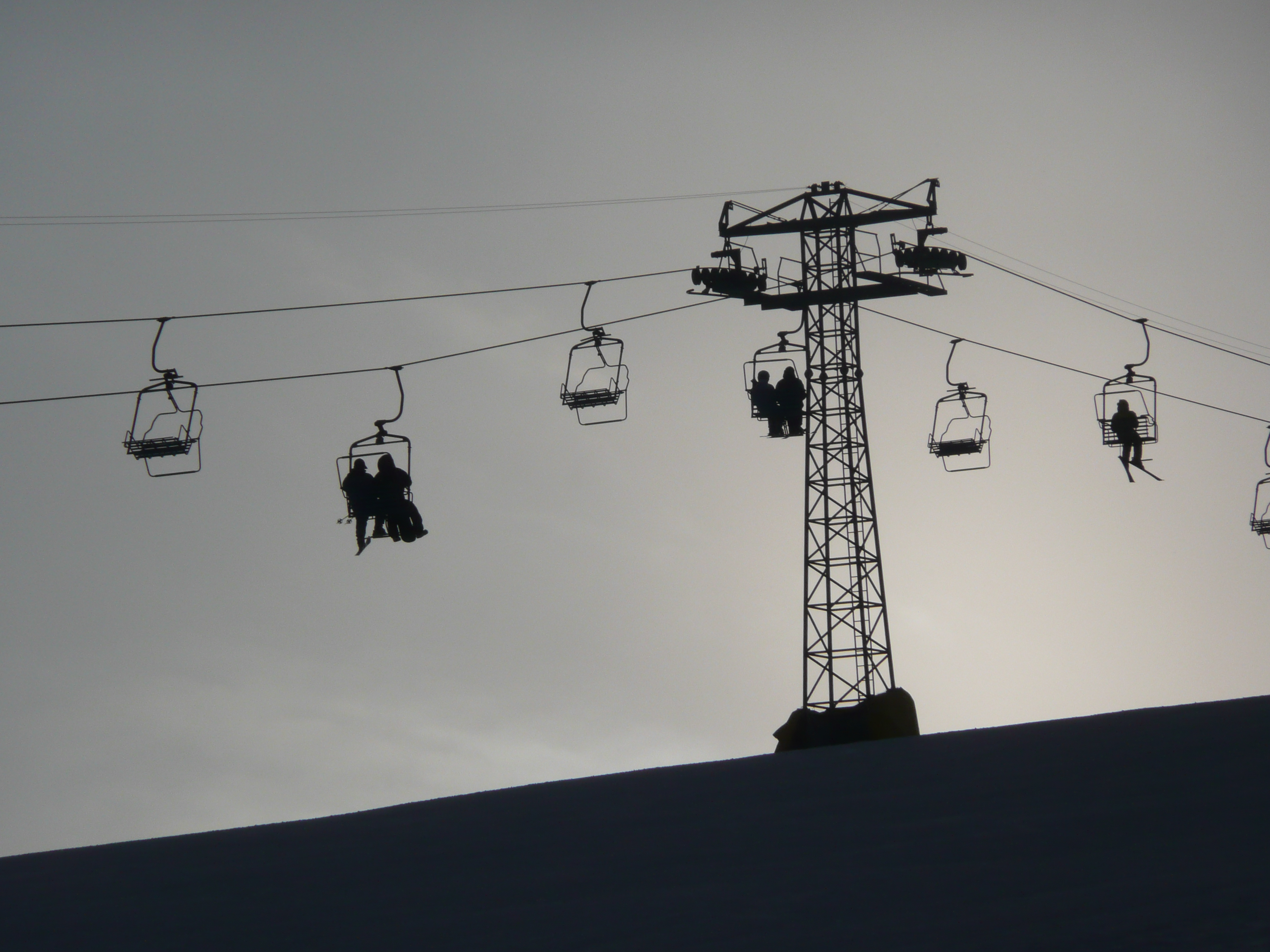
نمایی از تله‌کابین اورلوفقا

اورلوفقا (به قرقیزی: Oрловка) شهری در استان چوئی کشور قرقیزستان است که در سرشماری سال ۲۰۰۵ میلادی، ۸٫۷۰۵ نفر جمعیت داشته است.